# Сабуровская улица
Сабуровская улица — улица на юге Москвы в районе Москворечье-Сабурово Южного административного округа от Каширского шоссе вдоль путей МЦД-2.

## Происхождение названия
Проектируемый проезд № 439 получил название Сабуровская улица в ноябре 2020 года по бывшему селу Сабурово, включённому в черту Москвы в 1960 году.

## Описание
Улица начинается от Каширского шоссе у восточного края путепровода над железнодорожной линией МЦД-2 (перегон Люблино-Сортировочное — Царицыно), проходит на северо-восток вдоль платформы «Москворечье», затем поворачивает на восток в промышленную зону.